# Triëst (provincie)
De provincie Triëst (Italiaans: Trieste, Sloveens: Trst, Friulaans: Triest) is gelegen in de Noord-Italiaanse regio Friuli-Venezia Giulia. Ze grensde in het noorden aan de provincie Gorizia en in het oosten aan Slovenië. Triëst was de kleinste Italiaanse provincie. Het is een smalle strook land, 5 tot 10 kilometer breed, die zich over een lengte van 30 kilometer uitstrekt tussen het Carsogebergte en de Adriatische Kust. 
De provincie Triëst is na de Eerste Wereldoorlog een onderdeel van Italië geworden. Na de Tweede Wereldoorlog maakte Joegoslavië aanspraak op het gebied. In 1954 kwam de stad met omliggend gebied onder Italiaans bestuur, terwijl het oostelijk deel van de provincie bij Joegoslavië was gekomen. Pas na de Verdragen van Osimo in 1977 werd de provincie definitief deel van Italië.
De provincie werd op 30 september 2017 opgeheven. De regio Friuli-Venezia Giulia is sindsdien niet meer in vier provincies, maar in 18 Unioni territoriali intercomunali (UTI of intergemeentelijke unies) verdeeld. De gehele provincie Triëst werd de UTI Giuliana. In 2019 echter werd de provincie heropgericht als regionale decentralisatie-eenheid Triëst (Italiaans: ente di decentramento regionale di Trieste/Sloveens: enota deželne decentralizacije Trst/Friulaans: ent di decentrament regjonâl di Triest).
De hoofdstad Triëst is een levendige havenstad met een aantal pleinen, zoals het Piazza Unità d'Italia waaraan het statige stadhuis staat. Bijzonder is het in de 20e eeuw opgegraven Romeinse theater en de resten van een basiliek uit dezelfde tijd, naast het Castello di San Giusto. Ongeveer 7 kilometer ten westen van Triëst staat aan zee het 19e-eeuwse Castello di Miramare waarvan de inrichting nog geheel bewaard is gebleven. Het binnenland van de provincie wordt bijna helemaal in beslag genomen door het karstgebergte van de Carso. Het gebied is rijk aan grotten en dolines. De Grotta Gigante is zo groot dat de Sint-Pieter uit Rome er in zou passen. De kustlijn is overwegend rotsachtig, de zee zelf is slechts op enkele punten te bereiken.

## Gemeenten
- Triëst (205.535 inwoners)
- Muggia (13.410 inwoners)
- Duino-Aurisina (8717 inwoners)
- San Dorligo della Valle - Dolina (5913 inwoners)
- Sgonico (2091 inwoners)
- Monrupino (890 inwoners)

## Foto's

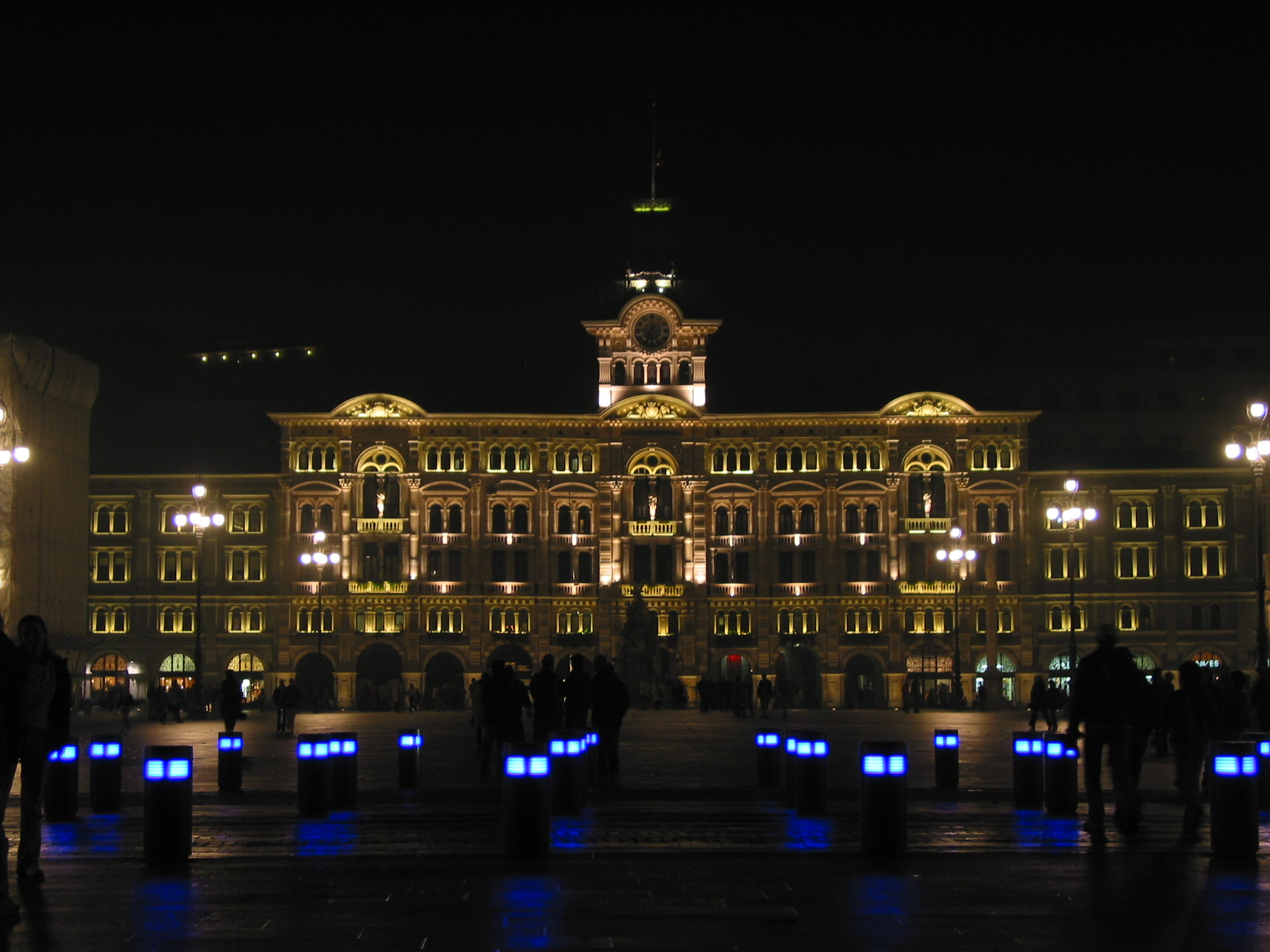
Triëst: Piazza dell'Unità

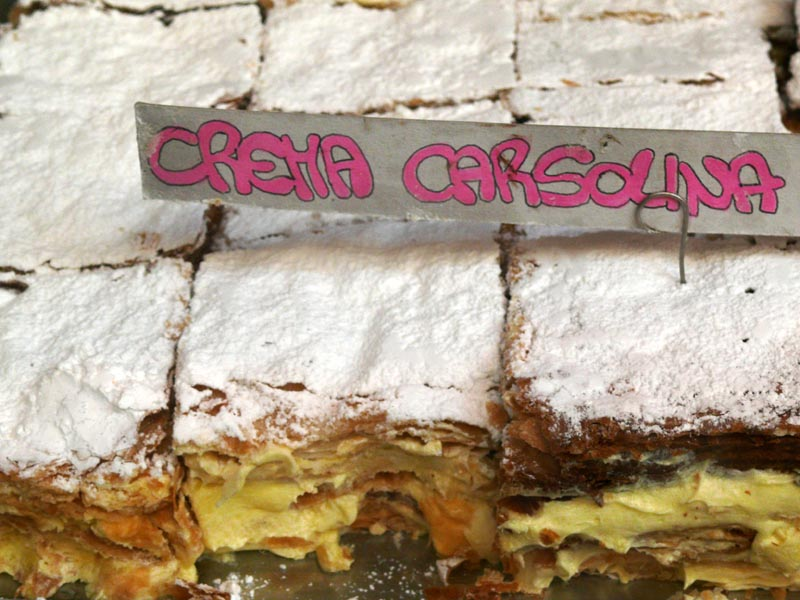
Zavata Carsolina, streekgerecht